# St. Peter und Paul (Grünsfeld)

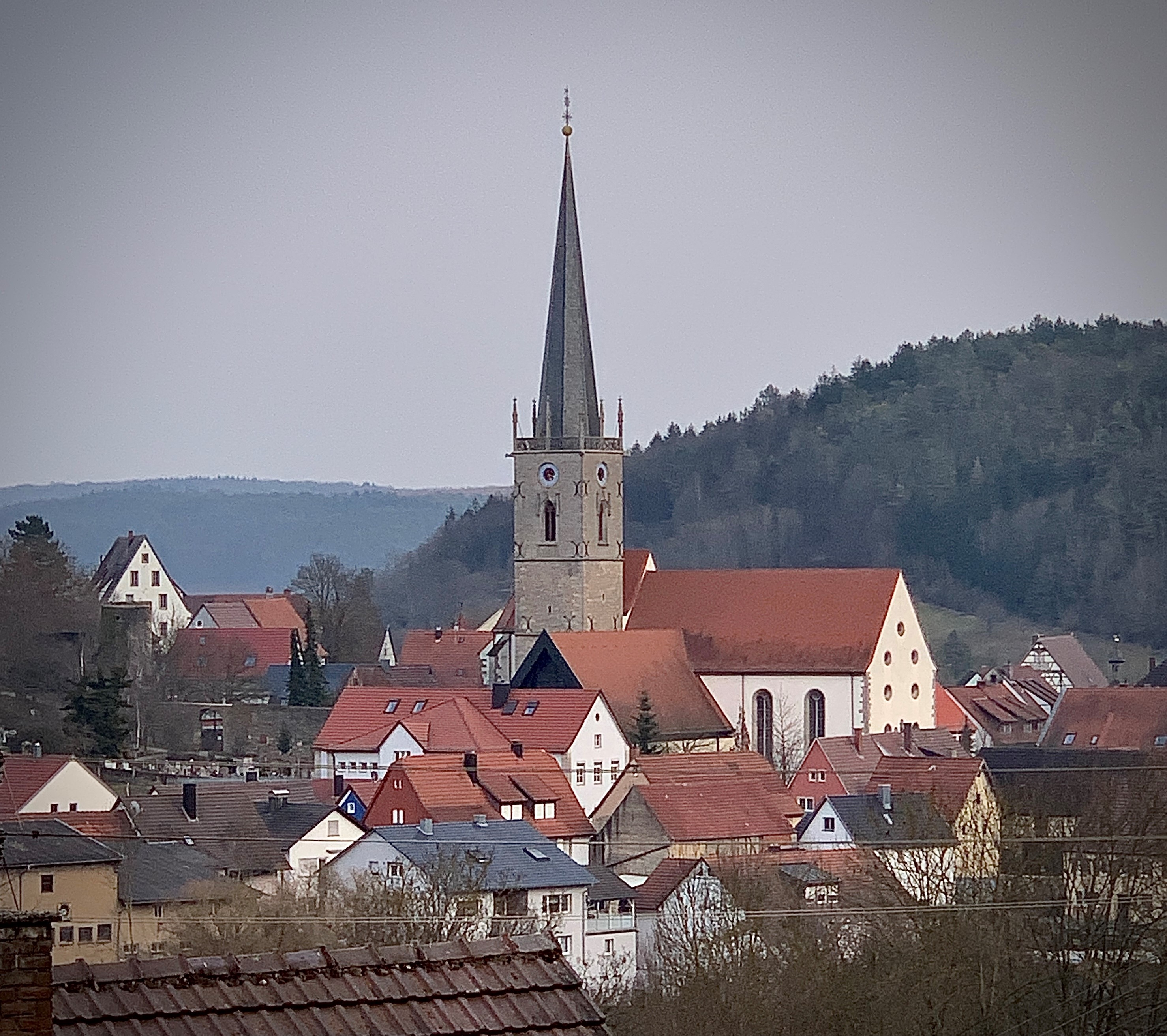
Pfarrkirche St. Peter und Paul

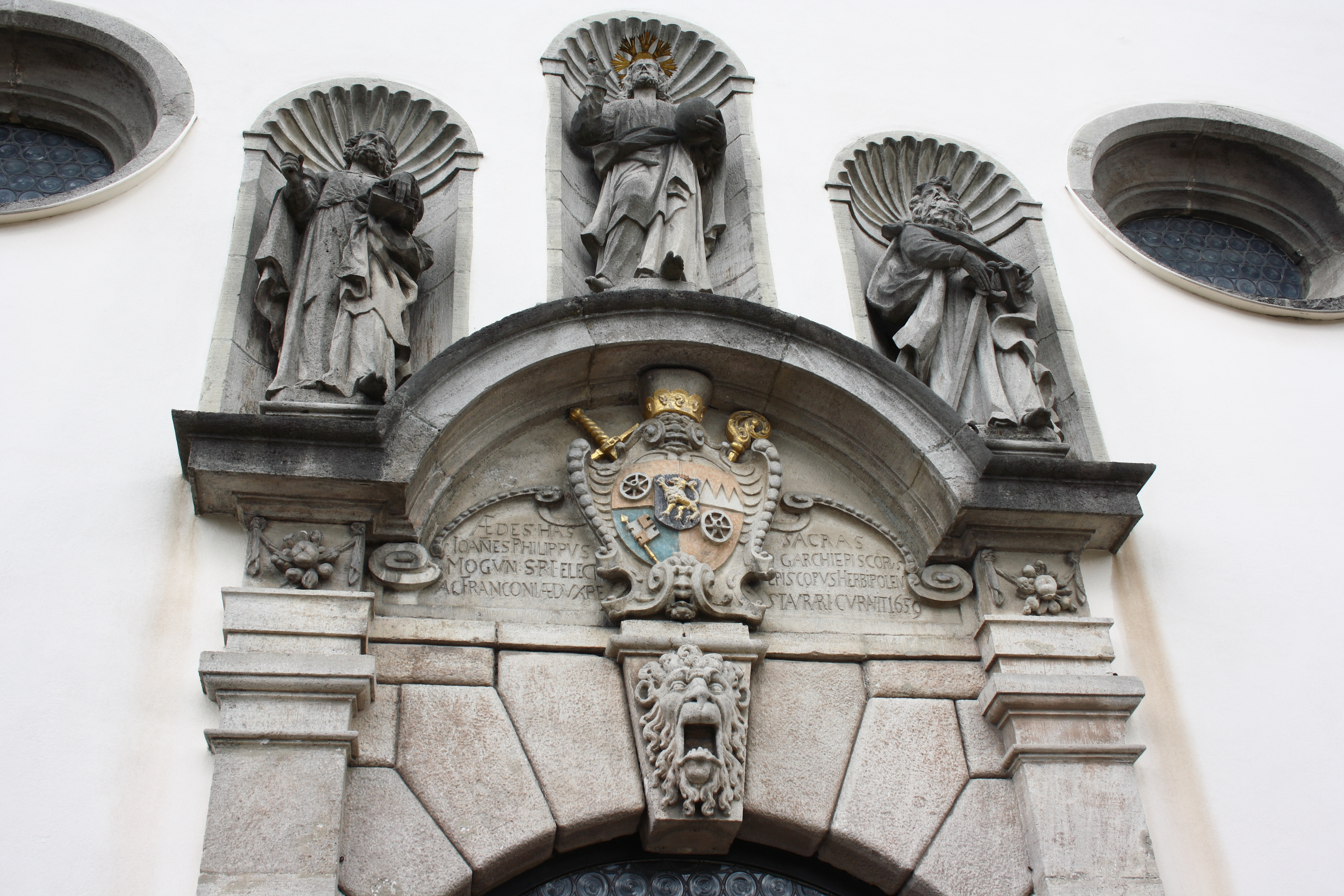
Hauptportal

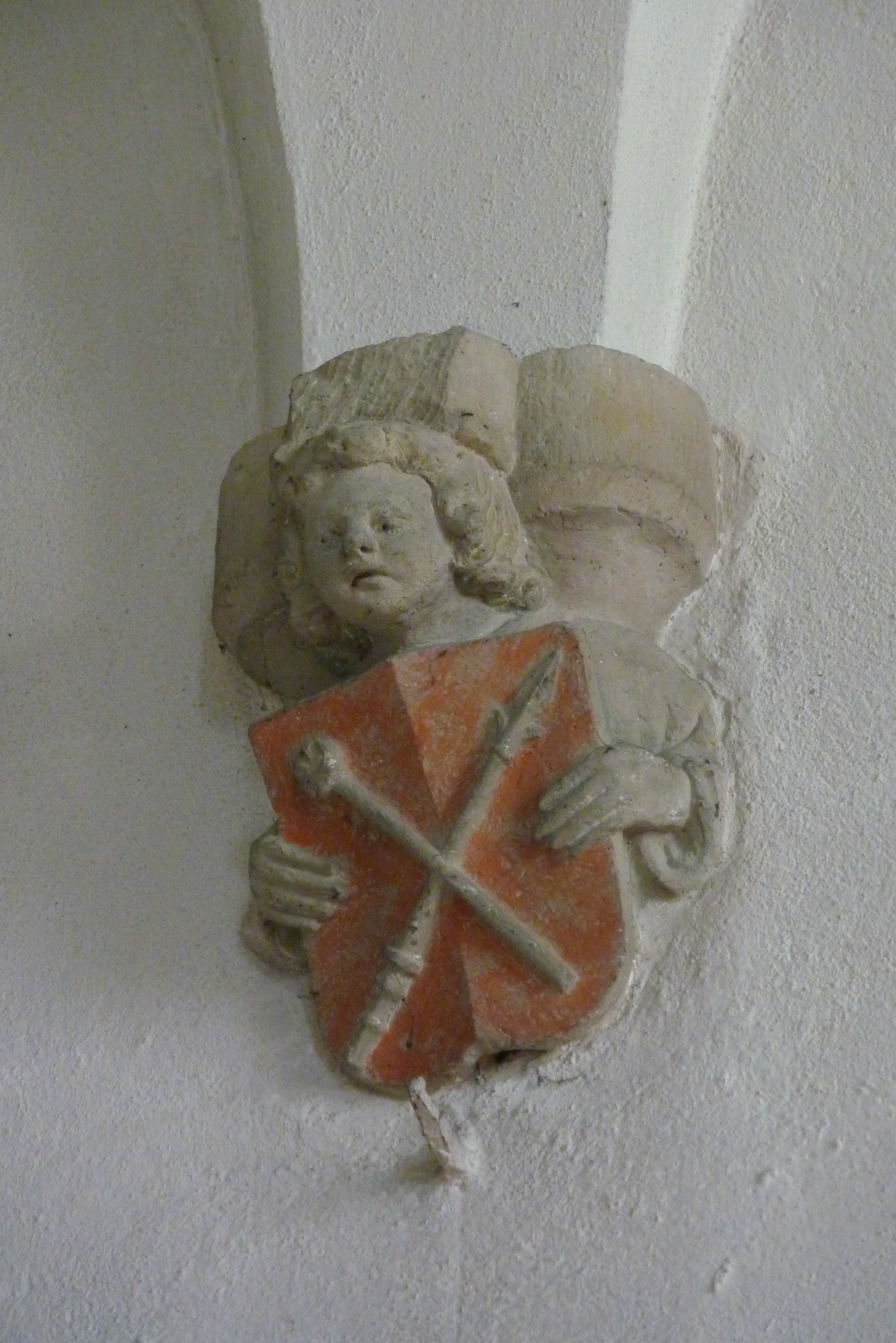
Konsole, Engel mit Leidenswerkzeugen

Die katholische Pfarrkirche St. Peter und Paul in Grünsfeld, einer Stadt im Main-Tauber-Kreis in Baden-Württemberg, ist im Kern eine spätgotische Kirche des 14. und 15. Jahrhunderts. Im 17. Jahrhundert erhielt die Kirche ein barockes Langhaus, in den 1960er Jahren wurde sie durch einen Anbau erweitert.

## Geschichte
Der Ort wird bereits im 8. Jahrhundert urkundlich erwähnt. Die Gründung der Pfarrei und der Bau der ersten Kirche wird auf den heiligen Bonifatius zurückgeführt. 1225 ist in Grünsfeld erstmals ein Pfarrer und 1323 zum ersten Mal eine Kirche schriftlich erwähnt. Die heutige Kirche wurde in der zweiten Hälfte des 14. Jahrhunderts begonnen. 1659 musste das gotische Langhaus wegen Baufälligkeit abgebrochen und durch das heutige ersetzt werden. 1966/68 fügte man im Norden zwischen Turm und Langhaus einen Querraum an.
Die katholische Pfarrgemeinde St. Peter und Paul gehört zur Seelsorgeeinheit Grünsfeld-Wittighausen, die seit einer Dekanatsreform am 1. Januar 2008 dem Dekanat Tauberbischofsheim des Erzbistums Freiburg zugeordnet ist.

## Architektur

### Außenbau
An der Nordseite des Chores erhebt sich der 75 Meter hohe Turm, dessen drei untere Geschosse noch aus dem 14. Jahrhundert stammen. Nach einem Brand im Jahr 1858 wurde das oberste Stockwerk nach Plänen des Bauinspektors Haufe aus Wertheim erhöht und mit einer neugotischen Maßwerkbrüstung und einem schlanken Spitzhelm versehen.
Das Hauptportal befindet sich an der Westfassade. Die Inschrift auf dem Tympanon erinnert an das Baujahr 1659 und nennt Johann Philipp von Schönborn, den Erbauer, der als Erzbischof von Mainz einer der Kurfürsten des Heiligen Römischen Reiches und als Bischof von Würzburg Herzog von Franken war.
Über der Portalverdachung stehen die Skulpturen der beiden Kirchenpatrone, die Apostel Petrus und Paulus, und in der Mitte Christus als Erlöser. Das Portal des südlichen Langhauses wird von einer Marienfigur bekrönt.

### Innenraum

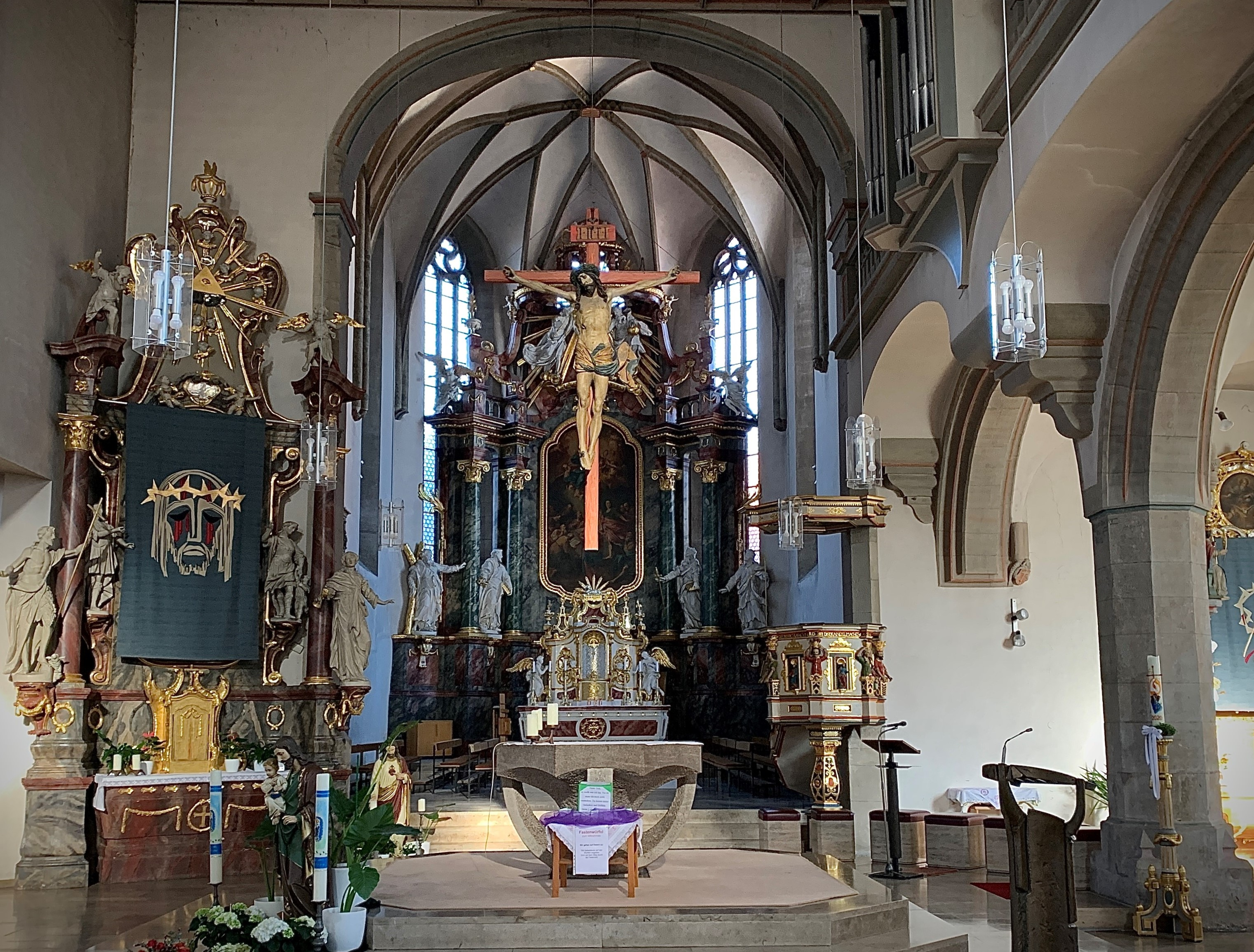
Innenraum

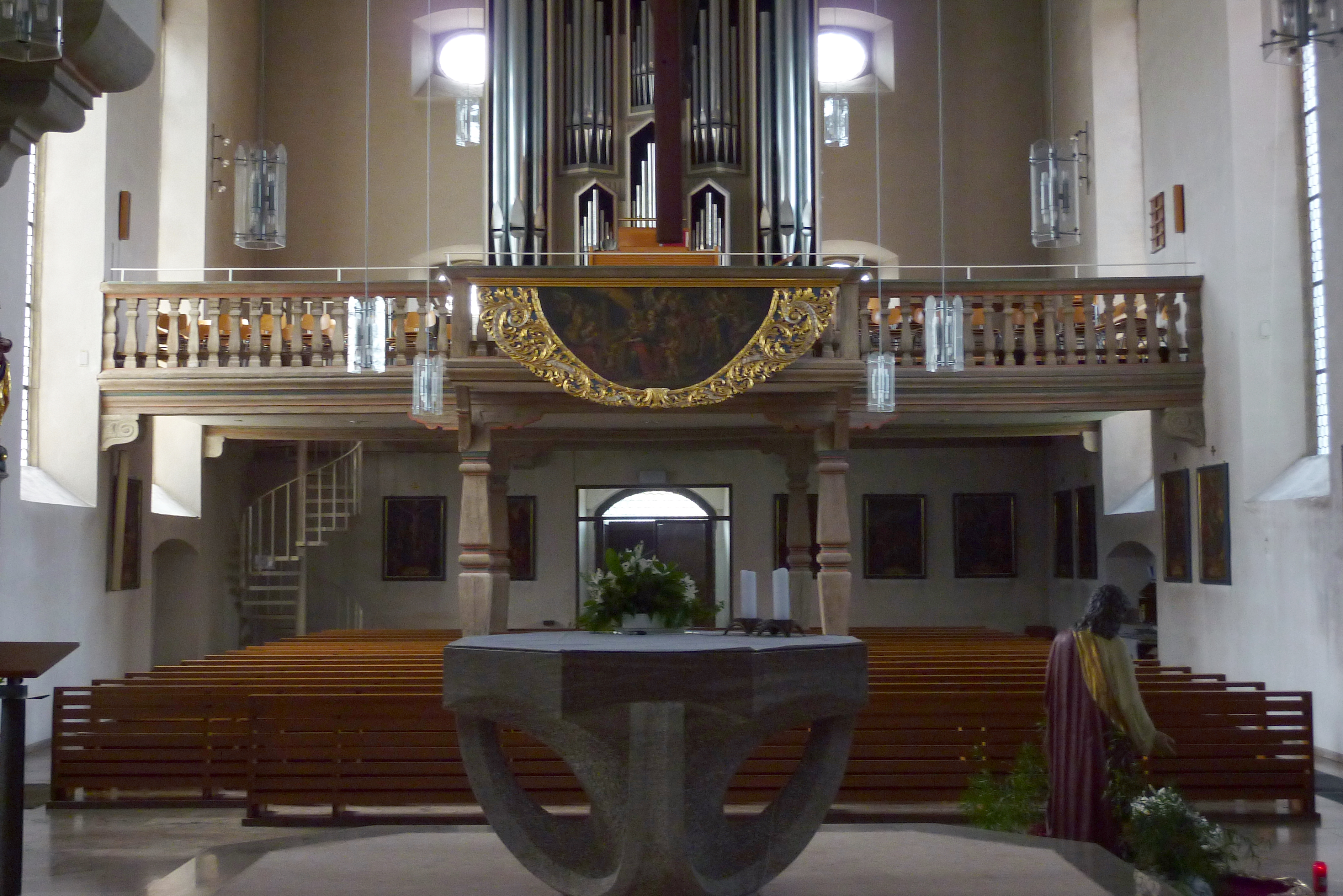
Orgelempore

Der Chor geht auf das späte 14. Jahrhundert zurück. Er ist polygonal geschlossen und mit einem Netzgewölbe gedeckt, das in der zweiten Hälfte des 15. Jahrhunderts das ursprüngliche Kreuzrippengewölbe ersetzte.
In dieser Zeit entstand vermutlich auch das Fischblasenmaßwerk der Chorfenster. Der Schlussstein über dem Altar ist mit einem Wappen verziert.
Im Süden öffnet sich das Langhaus in zwei großen, auf einem oktogonalen Pfeiler aufliegenden Rundbögen zur Marienkapelle, die ins 15. Jahrhundert datiert wird. Die Eckkonsolen sind mit Engelsfiguren skulptiert, die Wappen mit den Leidenswerkzeugen Christi halten. Das barocke Langhaus ist mit einer Flachdecke gedeckt. Die Rundbogenfenster weisen der Gotik entlehnte Maßwerkformen auf.
Den westlichen Abschluss des Langhauses bildet die ursprünglich doppelgeschossige Orgel- und Sängerempore, deren zweites Geschoss bei den Umbauten in den 1960er Jahren entfernt wurde, um Platz für die neue Orgel zu schaffen.

## Ausstattung

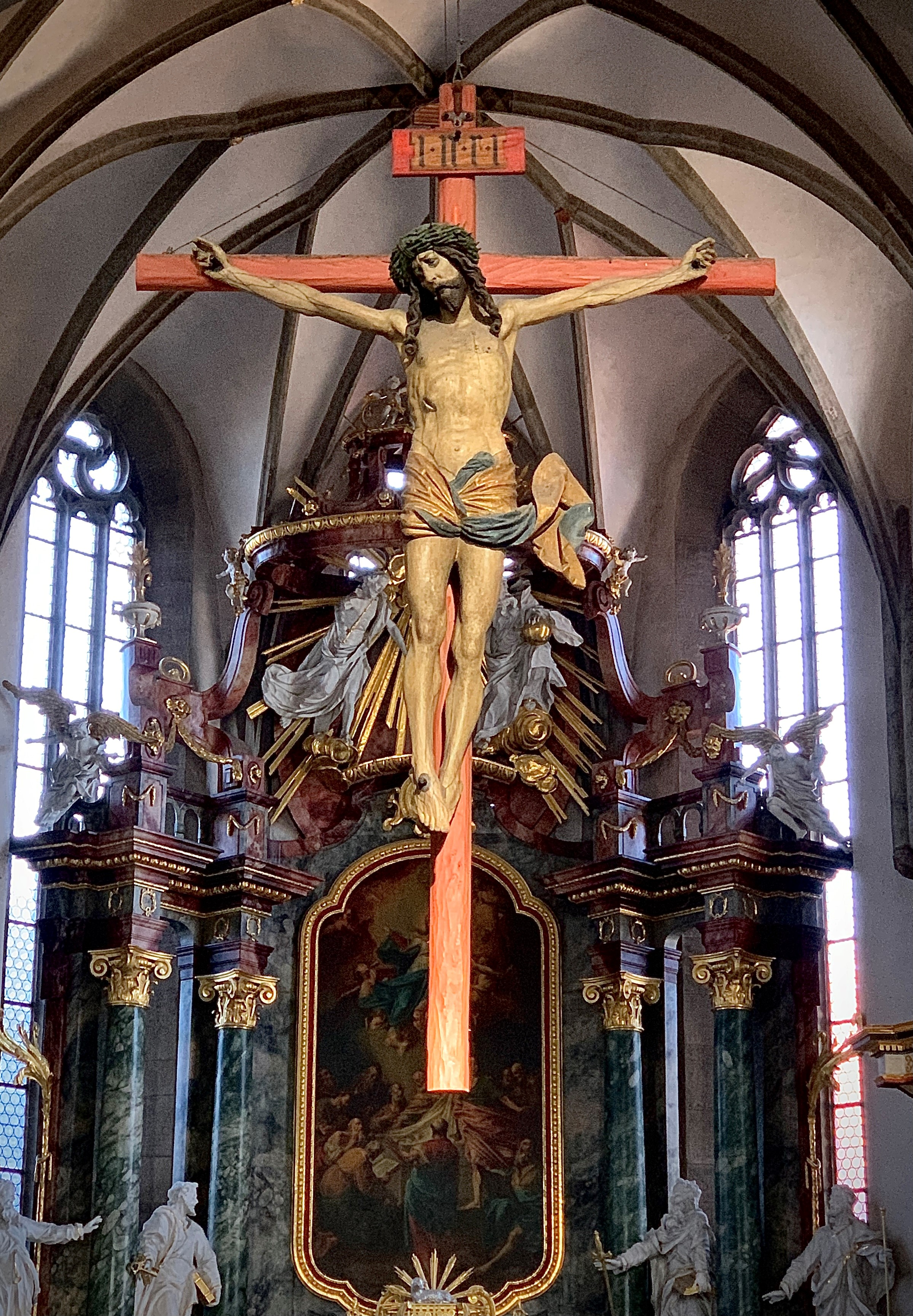
Kruzifix

- Über dem Zelebrationsaltar hängt ein spätgotisches Kruzifix, das der Werkstatt von Tilman Riemenschneider zugeschrieben wird.
- Der spätbarocke Hochaltar wurde 1781 von dem Bildhauer Georg Winterstein aus Würzburg geschaffen. Das Altarblatt stellt die Aufnahme Mariens in den Himmel dar. Seitlich stehen in Polierweiß die Skulpturen der Kirchenpatrone Petrus und Paulus und die der Apostel Andreas und Jakobus der Ältere.
- Auf einer steinernen Säule steht die holzgeschnitzte Kanzel, die mit der Jahreszahl 1679 bezeichnet ist.
- Das Taufbecken stammt von 1618.
- In die Südwand der Marienkapelle ist ein gotisches Sakramentshaus eingebaut.

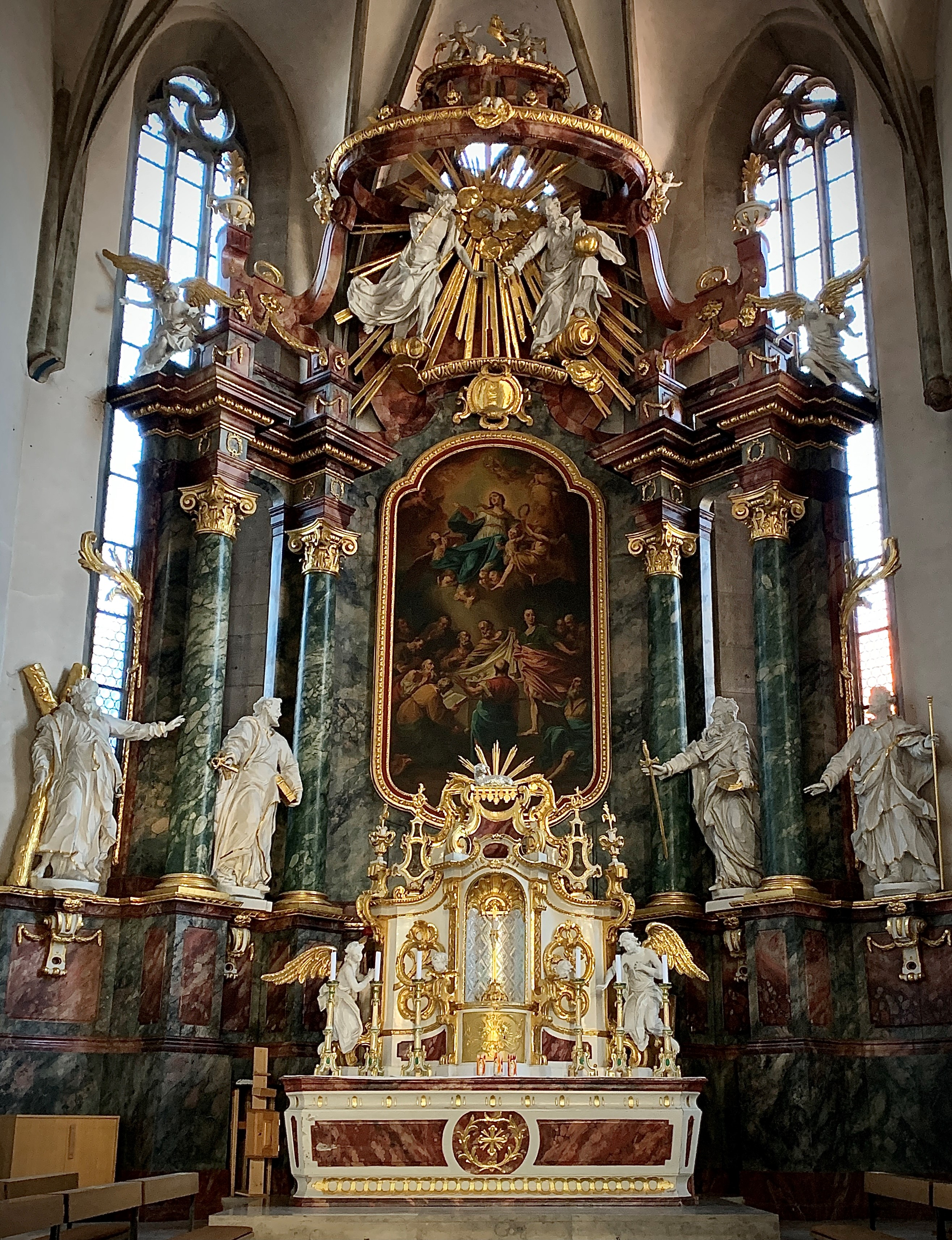
Hochaltar
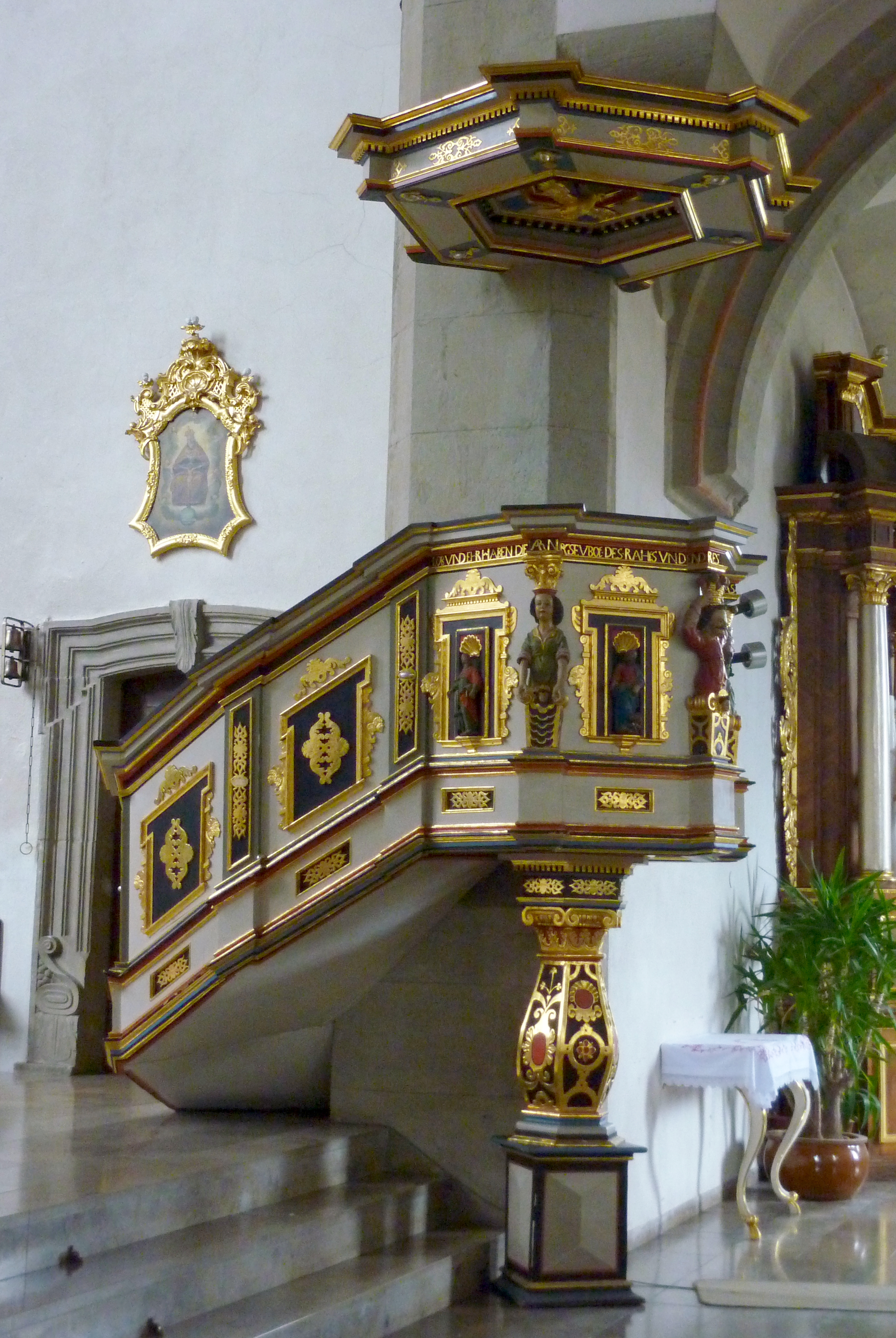
Kanzel
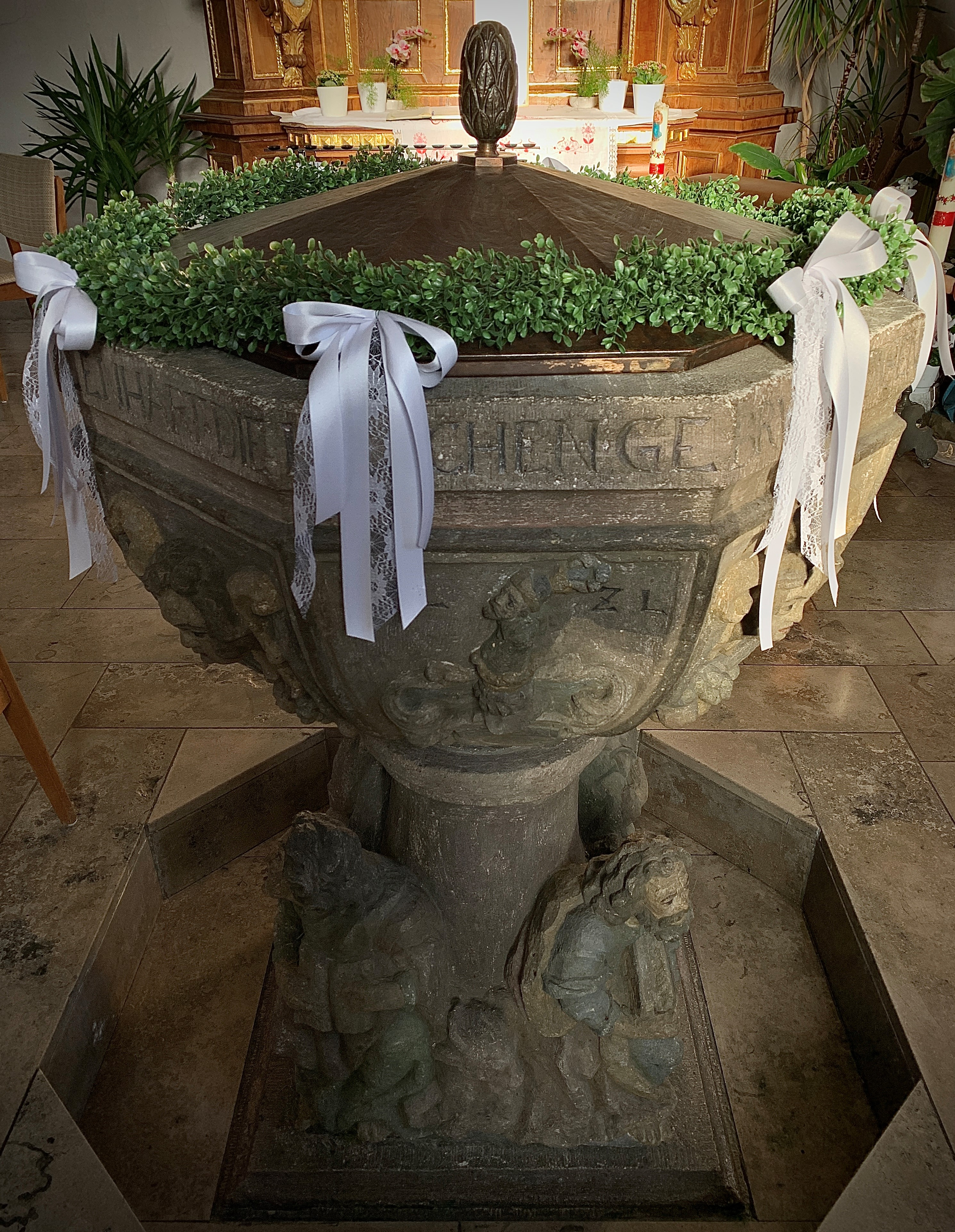
Taufbecken
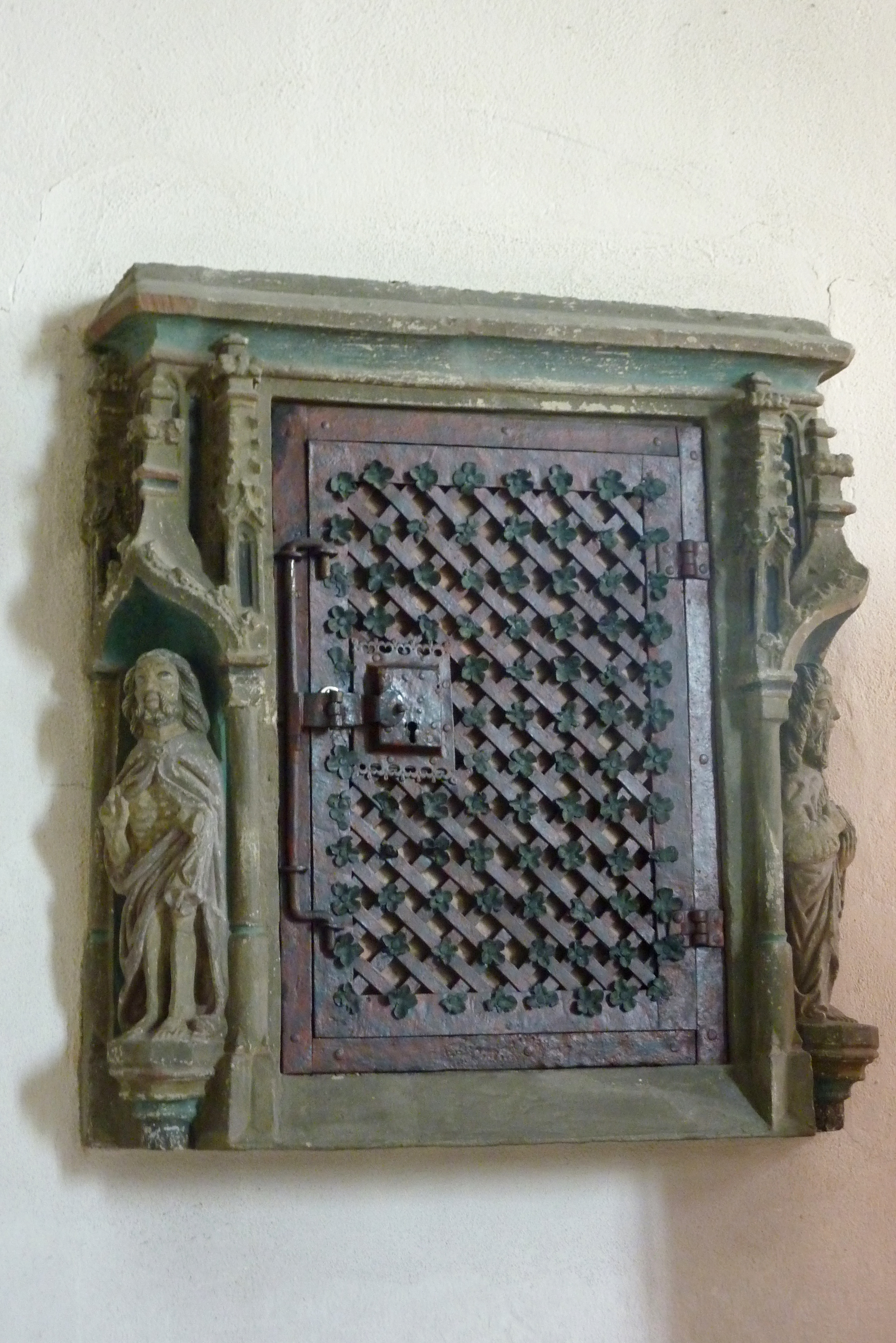
Sakramentshaus

## Epitaphien
In der Kirche werden zahlreiche Epitaphien der Familien Rieneck und Leuchtenberg aufbewahrt. Der Grabstein von Dorothea von Rieneck († 1503) wird Tilmann Riemenschneider zugeschrieben. Das prunkvolle Alabasterepitaph der Familie Wundert stiftete 1673 Franz Wundert, Abt des Klosters Bronnbach, zur Erinnerung an seine Eltern.

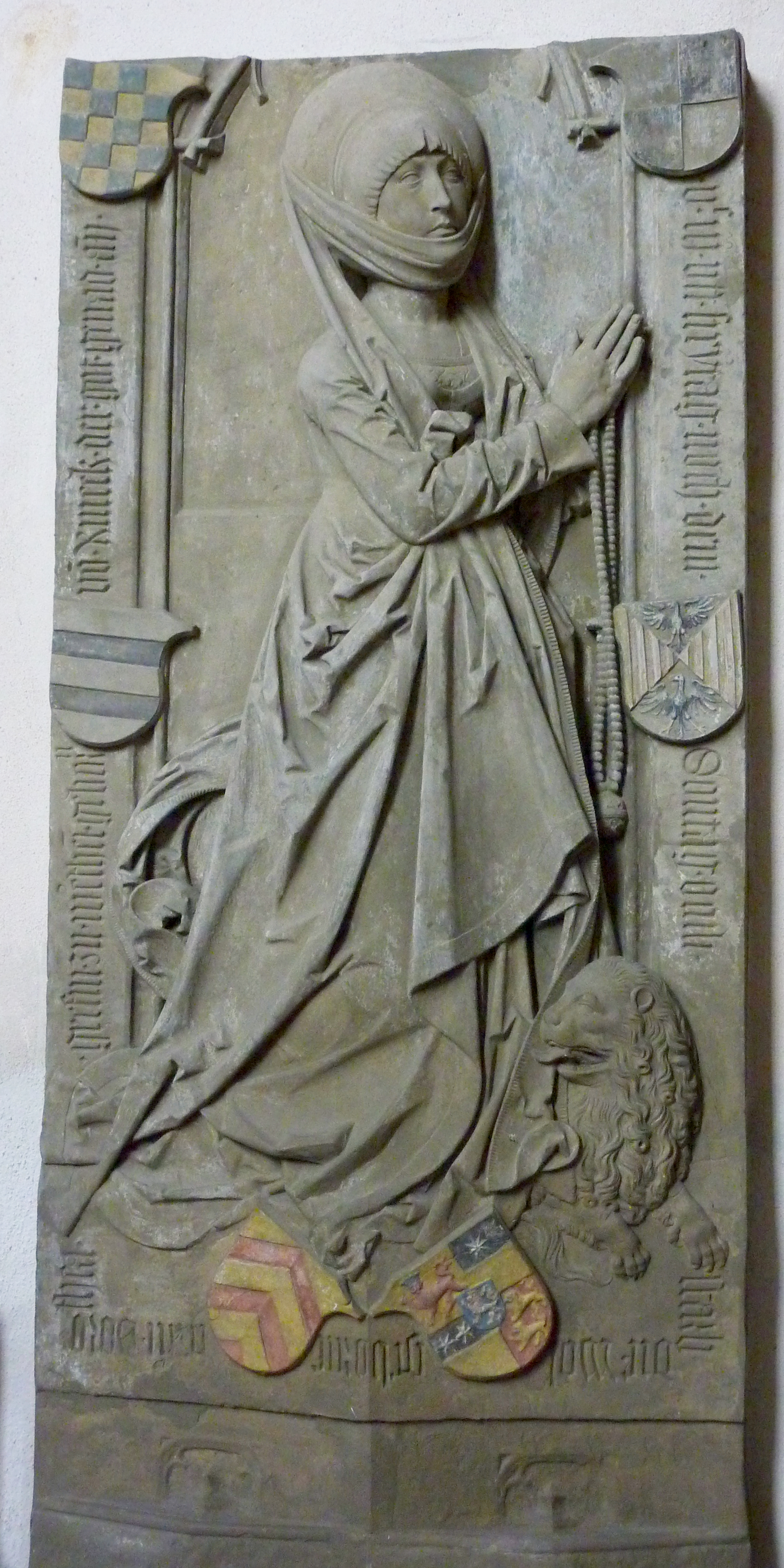
Epitaph von Dorothea von Rieneck († 1503)
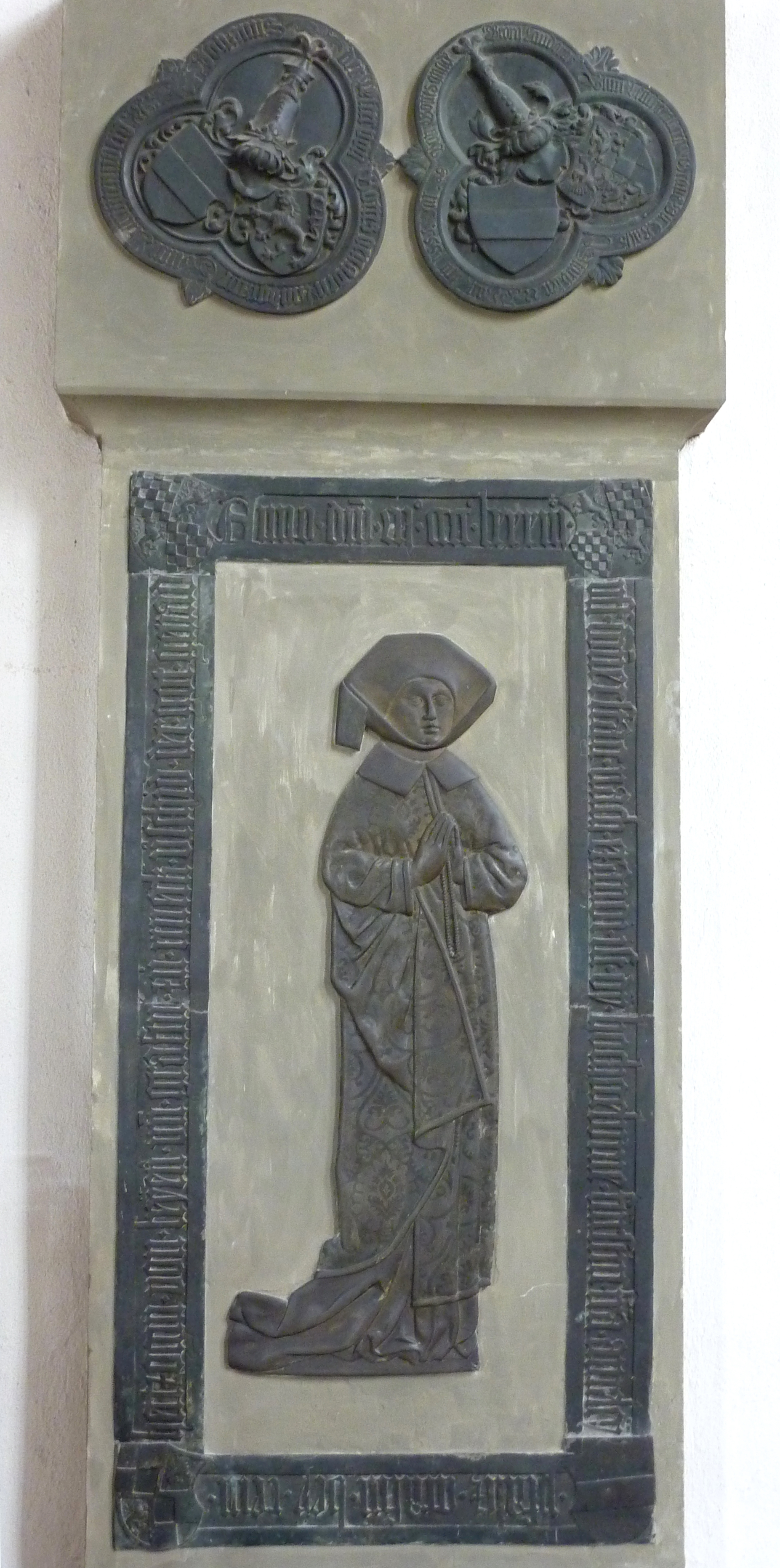
Amalia, Pfalzgräfin bei Rhein († 1483)
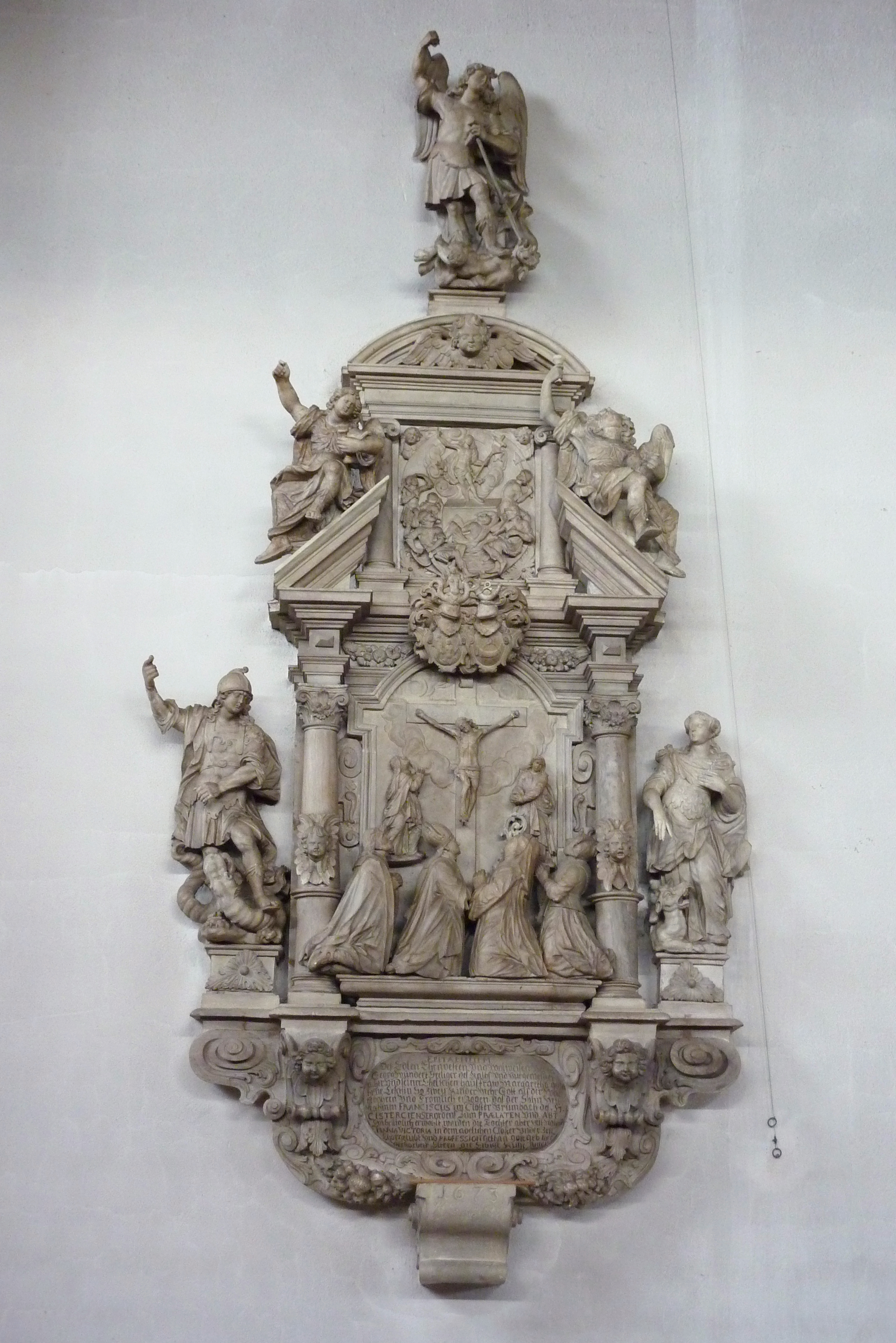
Alabasterepitaph der Familie Wundert
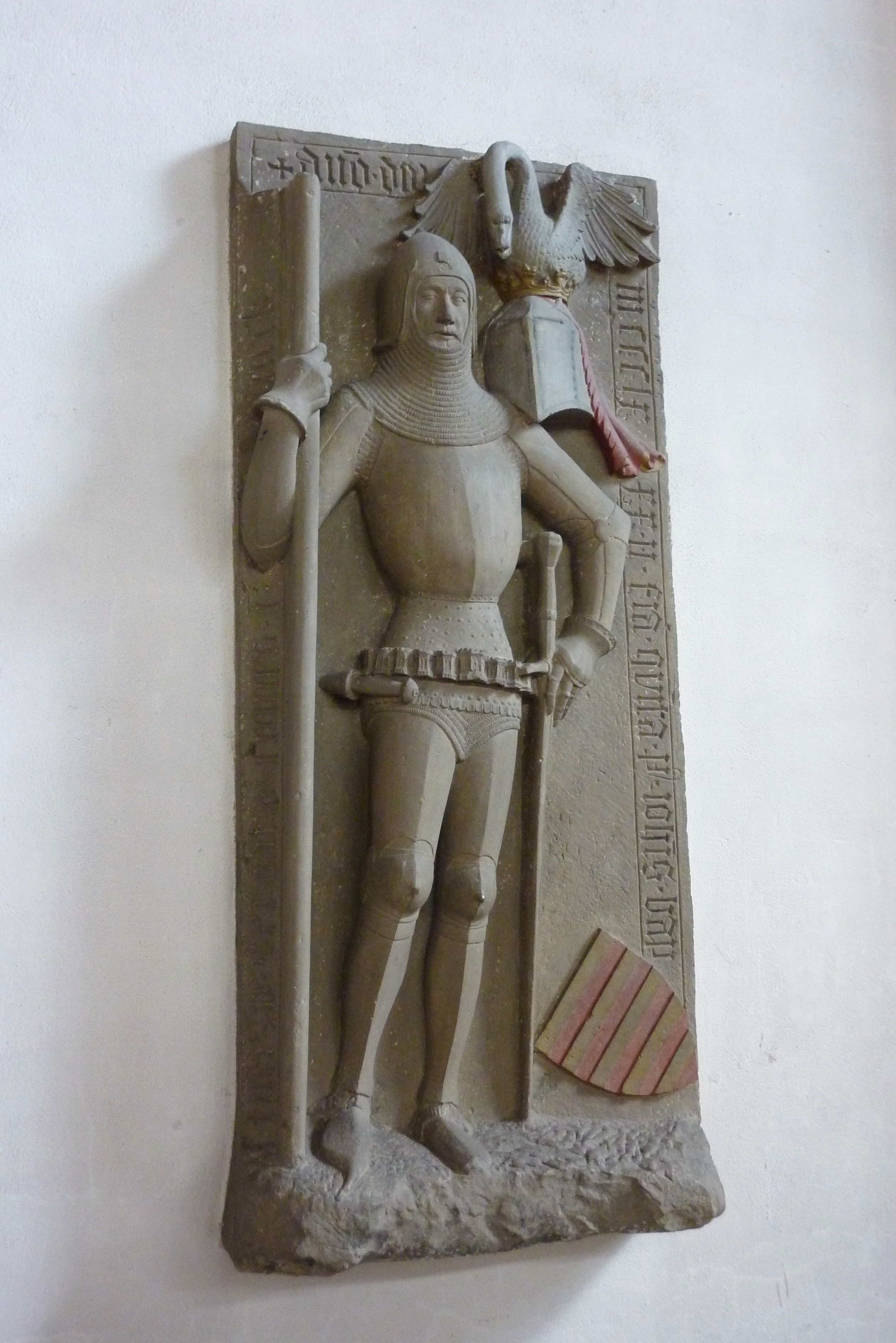
Grabstein eines Ritters von Dottenheim († 1437)

## Glocken
Die Pfarrkirche St. Peter und Paul verfügt über ein fünfstimmiges Glockengeläut aus Bronze.
| Glocke | Gießer                      | Gussjahr | Durchmesser | Gewicht | Schlagton |
| ------ | --------------------------- | -------- | ----------- | ------- | --------- |
| 1      | Friedrich Wilhelm Schilling | 1952     | 1393 mm     | 1863 kg | es′– 6    |
| 2      | C. Rosenlächer, Konstanz    | 1862     | 1260 mm     | 1150 kg | f′– 6     |
| 3      | C. Rosenlächer, Konstanz    | 1862     | 1020 mm     | 640 kg  | as′– 6    |
| 4      | Friedrich Wilhelm Schilling | 1952     | 894 mm      | 463 kg  | b′– 6     |
| 5      | Friedrich Wilhelm Schilling | 1952     | 802 mm      | 343 kg  | c″– 6     |